# رزیتا توروس
رزیتا توروس (ایتالیایی: Rosita Toros؛ زادهٔ ۱۰ نوامبر ۱۹۴۵–۸ دسامبر ۱۹۹۵) بازیگر اهل ایتالیا بود.
از فیلم‌هایی که وی در آن‌ها نقش داشته است، می‌توان به آخرین روزهای موسولینی، به خانواده قربانیان اطلاع داده نخواهد شد، بازی‌های ممنوعه پیترو آرتینو، رسوایی در خانواده، فرانکشتاین اندی وارهول، بازی‌های ممنوعه پیترو آرتینو، ترزای دزد، زنان زندانی بند ۷، دکامرون شماره ۳ – زیباترین زنان بوکاچو، سرت را بدزد، احمق! و پرنده‌ای با بال‌های بلورین اشاره نمود.